# Gammaretrovirus
Gammaretrovirus es un género de la familia retroviridae. Muchas especies contienen oncogenes y producen sarcomas y leucemias.
Algunos ejemplos son el virus de la leucemia murina, el virus de la leucemia felina, el virus del sarcoma felino, el grupo de virus de la reticuloendoteliosis aviar, entre otros.
Muchos retrovirus endógenos, estrechamente relacionados con los gammaretrovirus, están presentes en el ADN de mamíferos (incluyendo humanos), aves, reptiles y anfibios.
Muchos de los Gammaretrovirus comparten un elemento de ARN estructural conservado llamado señal de encapsulación del núcleo. El virus xenotrópico relacionado con la leucemia murina (XMRV) es un ejemplo de gammaretrovirus humano.